# Alavuomakkajärvi
Alavuomakkajärvi är en sjö i Gällivare kommun i Lappland och ingår i Kalixälvens huvudavrinningsområde. Alavuomakkajärvi ligger i Kaitum fjällurskog Natura 2000-område.